# 狭間

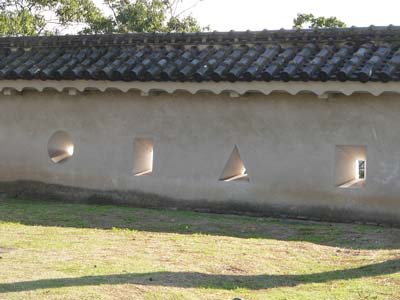
姫路城城壁の狭間。外側になるほど狭くなっており、内側にいる射ち手からは動きやすく、敵からは狙いづらい造りとなっている。

狭間（さま）とは、おもに日本の城の天守や櫓の壁面、塀などに開けてある防御用の穴や窓のこと。銃眼、砲門とも。内側から外側に向かって円形・三角形・正角形・長方形などの穴が開けられており、戦闘の際はそこから弓矢や鉄砲などで攻撃した。

## 形状
利用する武器で分類した場合は、矢狭間・鉄砲狭間・大砲狭間などと呼ばれ、弓矢ならば縦長の長方形、鉄砲ならば円形・三角形・正方形というように、武器に適した形状に開けている。窓の形で分類した場合は、丸狭間・菱形狭間・将棋駒形狭間・亀甲形狭間・絵馬形狭間・鎬狭間・箱狭間などと呼ばれた。この他、岡山城、大坂城にある塀の下の石垣の天端石に切込みを入れてあけられた石狭間や、今治城にあった石火矢（大砲）狭間のように武器に合わせて窓を大きくしているものある。
同じ城、同じ壁面であっても円形・三角形・正方形の狭間が混在しており、一説には仏教上の意味合いから神仏のご利益を得ようとした、形によって使用する部隊を分け効率的な部隊運用を図ったなどとする説が唱えられているがいずれも根拠資料が発見されておらず、現在でもその理由は解明されていない。

### 諸工夫（戦法）
姫路城や彦根城の城壁には敵が近付くまで狭間としての役割を隠す「隠し狭間」と呼ばれる鉄砲狭間があり、普段は漆喰によって窓が塞がれており、一見すると外からは壁にしか見えないようにカモフラージュされているが、敵が攻めてきた際は漆喰を内側から突き破って建物内から攻撃することができる。
より死角を減らすために
- 狭間のある塀を屏風折りにして横矢掛かりにする。
- 下方向の死角を減らすため石落としを設置する。
- 大手門など重要な門では、門周囲の塀をコの字、またはL字に囲み枡形にして、敵を三方、または十字方向から迎え撃てるようにする。

など、設置の仕方を工夫しているものもある。江戸城や大坂城などの枡形門、高知城の追手門の塀の狭間の配置など多くの例があり、長い路地の場合、左右の塀の狭間から挟撃も可能。
狭間は多くの場合、外側（城外）にいる敵を狙う小窓であるが、例外として、姫路城の大天守内部には、敵が侵入した際、隠れ部屋の壁から狙う狭間があり、いわゆる城の外側を狙うのではなく、部屋内の敵を狙うものであり、籠城戦が崩れた後の想定、すなわち最後の最後の抵抗目的で造られたものもある。城内に侵入した敵の油断（狭間は城外を狙うもので建物内にはないとの思い込み）をつく狭間である。

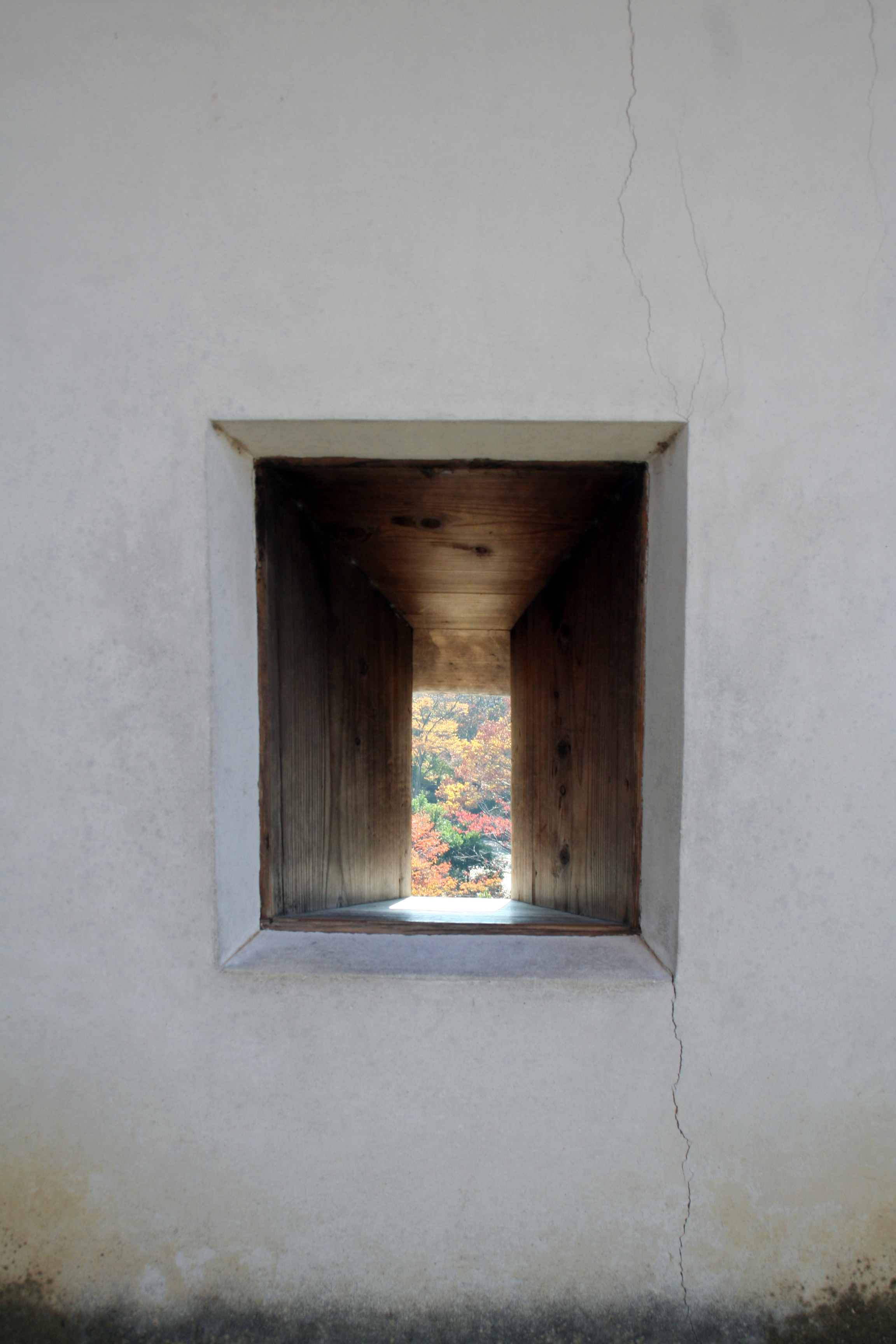
姫路城城壁の狭間内側
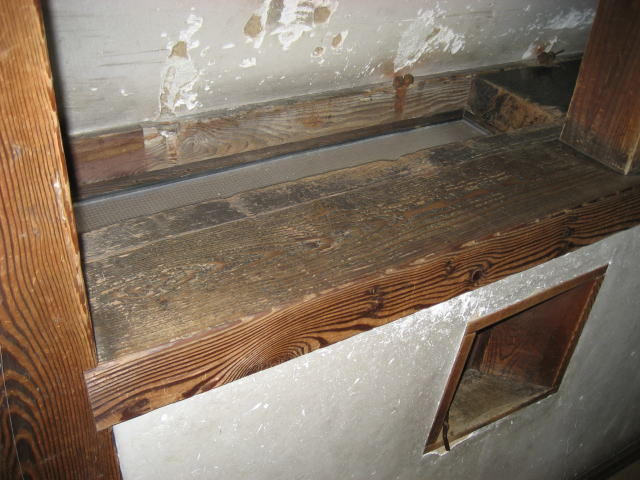
姫路城櫓内の石落としと狭間（右下）
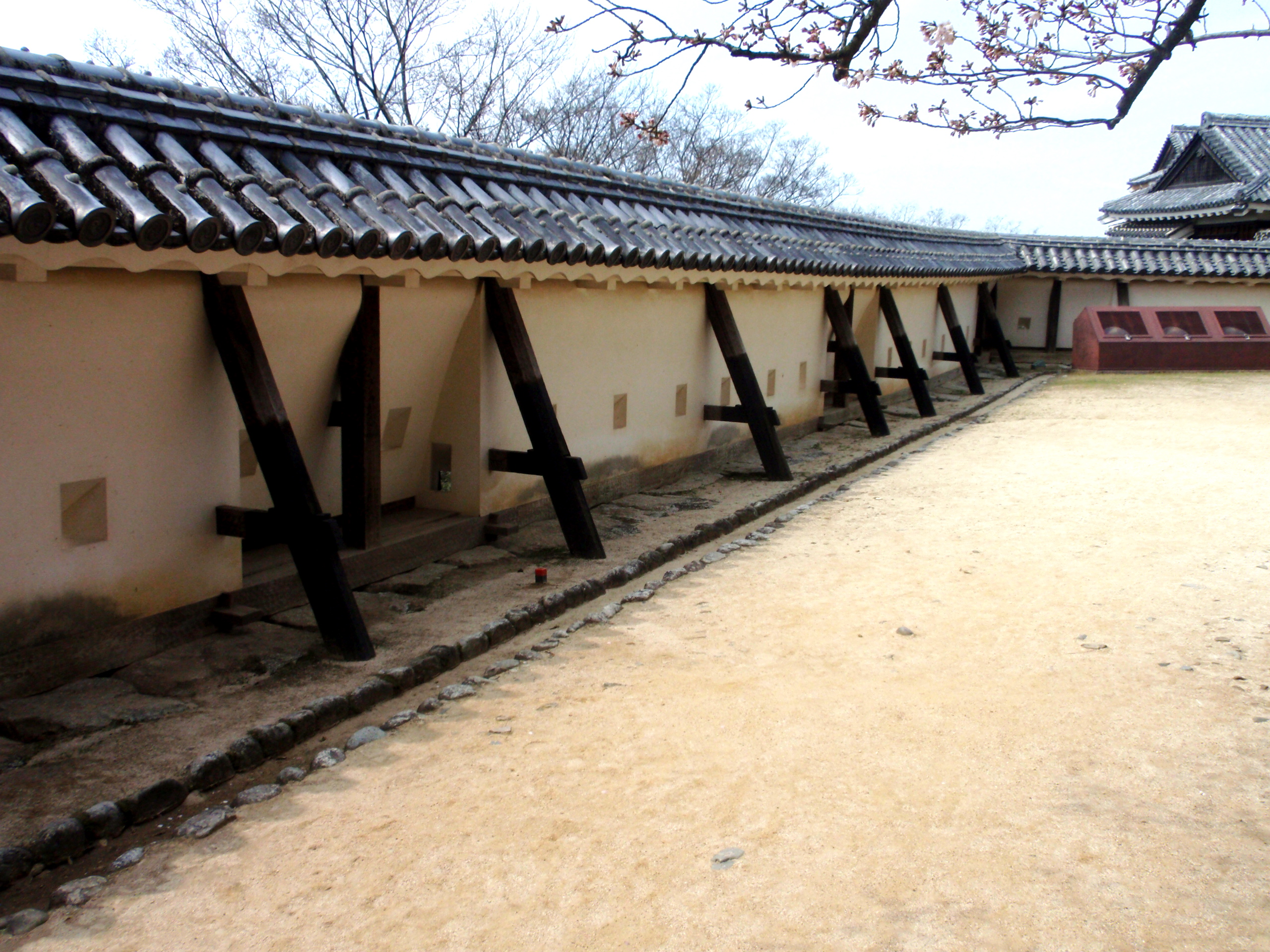
伊予松山城の狭間
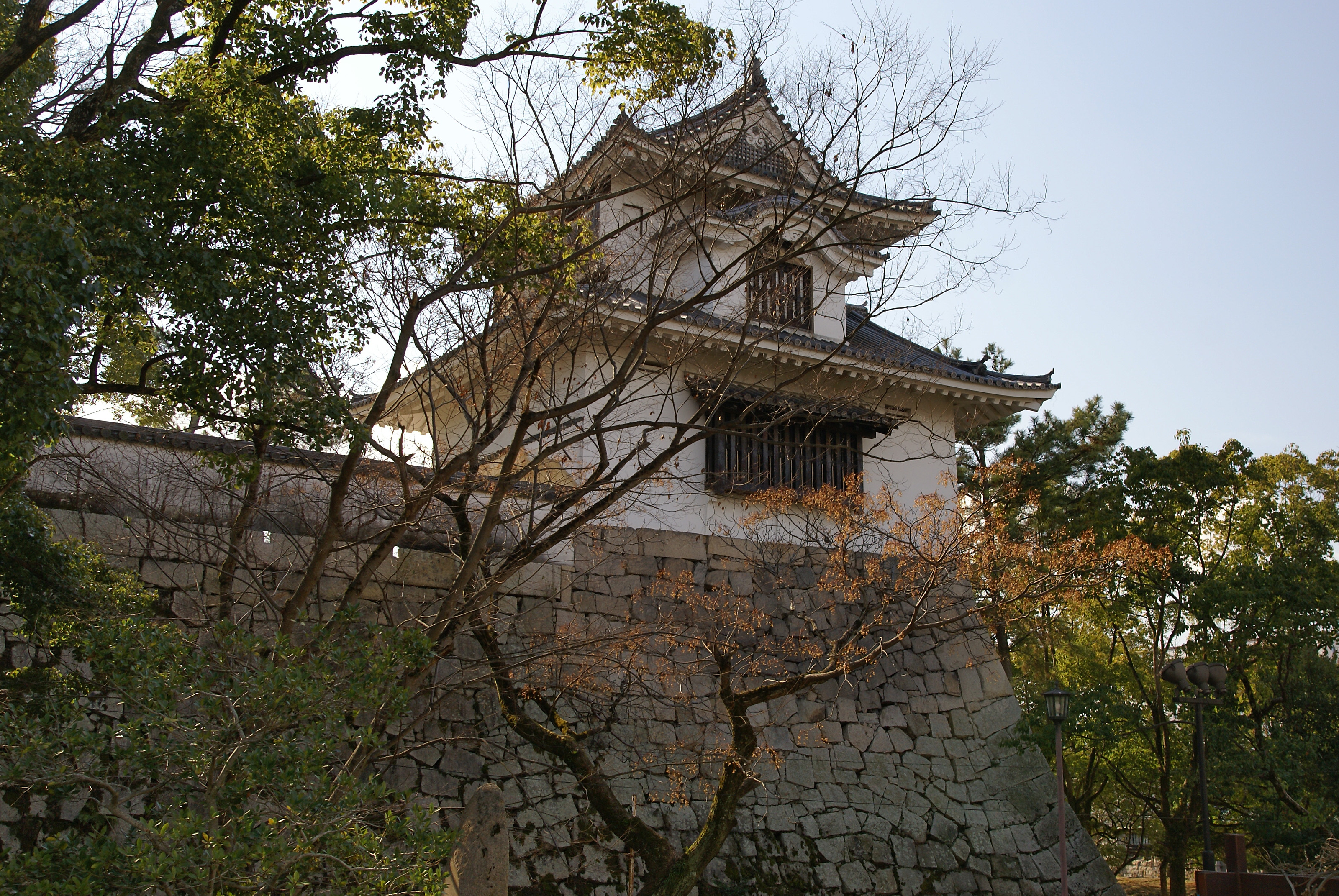
岡山城月見櫓、塀と石垣の境目（石垣上部）に石狭間がある。（国の重要文化財）
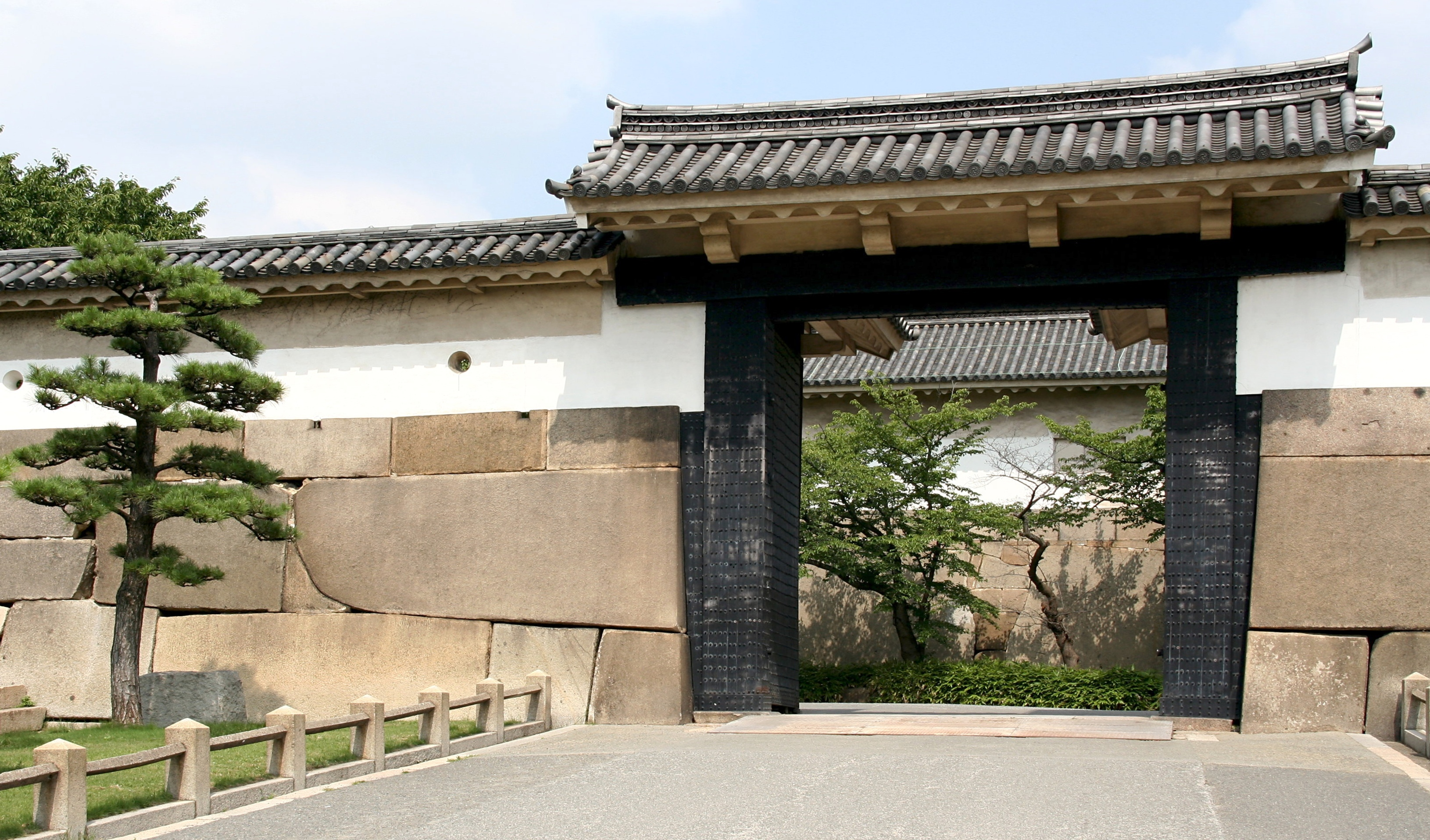
大坂城大手門。壁面の丸狭間の下、塀と石垣の境目（石垣上部）に石狭間がある。
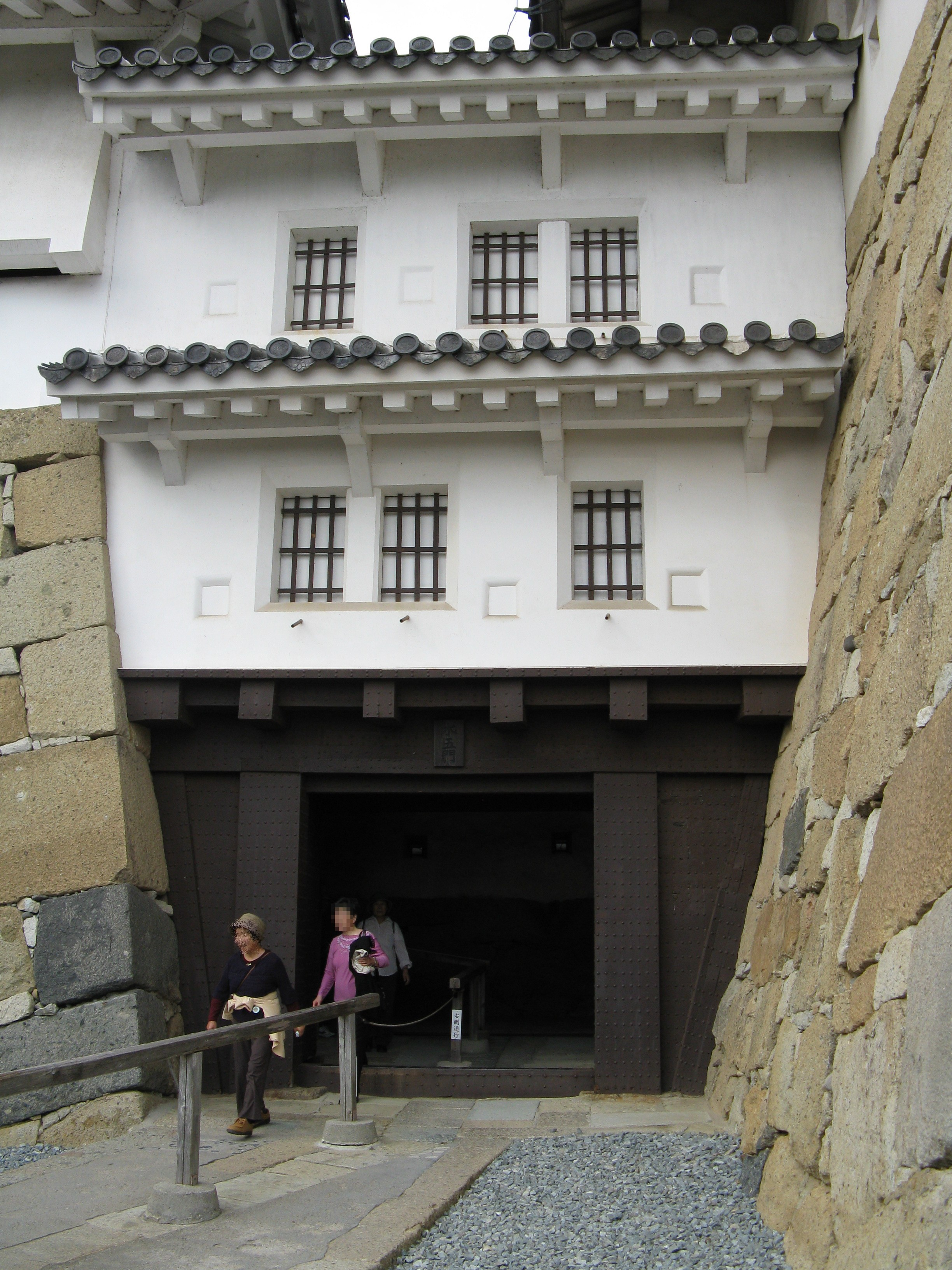
姫路城櫓門の隠し狭間。窓の下部左右にある少し凹んだ壁。

## 強度
狭間の構造は、櫓・土塀・練塀で異なる。櫓の狭間は狭間の内部が室内であることから戸に当たる蓋が取り付けられ、開閉が行われる。すでに述べたが、開閉せずに、漆喰で蓋をして締め切ってしまうものもある。土塀の場合は、木の枠をこしらえてはめ込んで開けるものと練塀と同様に、穴の内部まで漆喰で塗りこめてしまうものがある。いずれも、壁の厚さは20センチメートルから30センチメートル程度あり、壁土の中には小石や瓦礫を詰めて防弾性を高めた。中には、名古屋城のようにケヤキの板を仕込んだものもある。

## 狭間の数
姫路城は、かつて鉄砲狭間が2,500箇所から4,000箇所以上あったとされ、戦時下では最大で4千人もの鉄砲隊が活動できるよう想定して作られていたことがわかる。いわば狭間の数は、籠城戦において、どれだけの弓兵・砲兵の数が活動できるかも示している。鉄砲戦を想定して築かれた松本城でも鉄砲狭間の数は115であり、松本城の約35倍の数にもなる姫路城の狭間の多さがわかる。これは松本藩が5万石以上の中藩で、姫路藩が50万石を超える大藩、すなわち財力・兵数を養える規模にも影響されるといえる（中藩でも狭間数が100を超える城の例）。
高知城では、本丸に備えられた狭間だけで61あり、本丸を囲まれた際も、61ヵ所から攻撃できる設計になっている。

## ヨーロッパ・中東地域の狭間
ヨーロッパなどにも、矢や銃を発射するための狭間があり、アロースリット（英: arrowslit、矢狭間）やループホール (loophole) という。フランス語ではメルトリエール（meurtrière、殺人孔）という。
似たようなものにクレノー (créneau) がある。通常、メルロン（merlon、小壁体の間）でない開口部をクレノーといい、クレノーもまた狭間を意味するフランス語である。城壁に各種のループホールが切られた。
アロースリットは、紀元前212年から214年に、シラクサ包囲に対抗するアルキメデスによって発明されたものの一つである。12世紀後半に見直され、13世紀に一般化した。
縦方向に長く切ったものや短い縦長方形の狭間を始めとして、十字に切ったものや横に長く切ったものもある。縦長の狭間は矢狭間で、日本式の狭間と機能や用途は同じである。横長の狭間は弩用の狭間である。敵からの攻撃を防御しながら、長弓兵と弩弓兵が射角を得るためフィッシュテイルという三角形の空間を設けている。水平の隙間は、射撃手の視界のためのものである。ループホール、クレノーにはアンブラジュールと呼ばれる狭間の蓋が取り付けられ、日本城郭の袴形の石落しのように上部を覆うだけのものから回転式で開閉するものもある。

## 海外の狭間

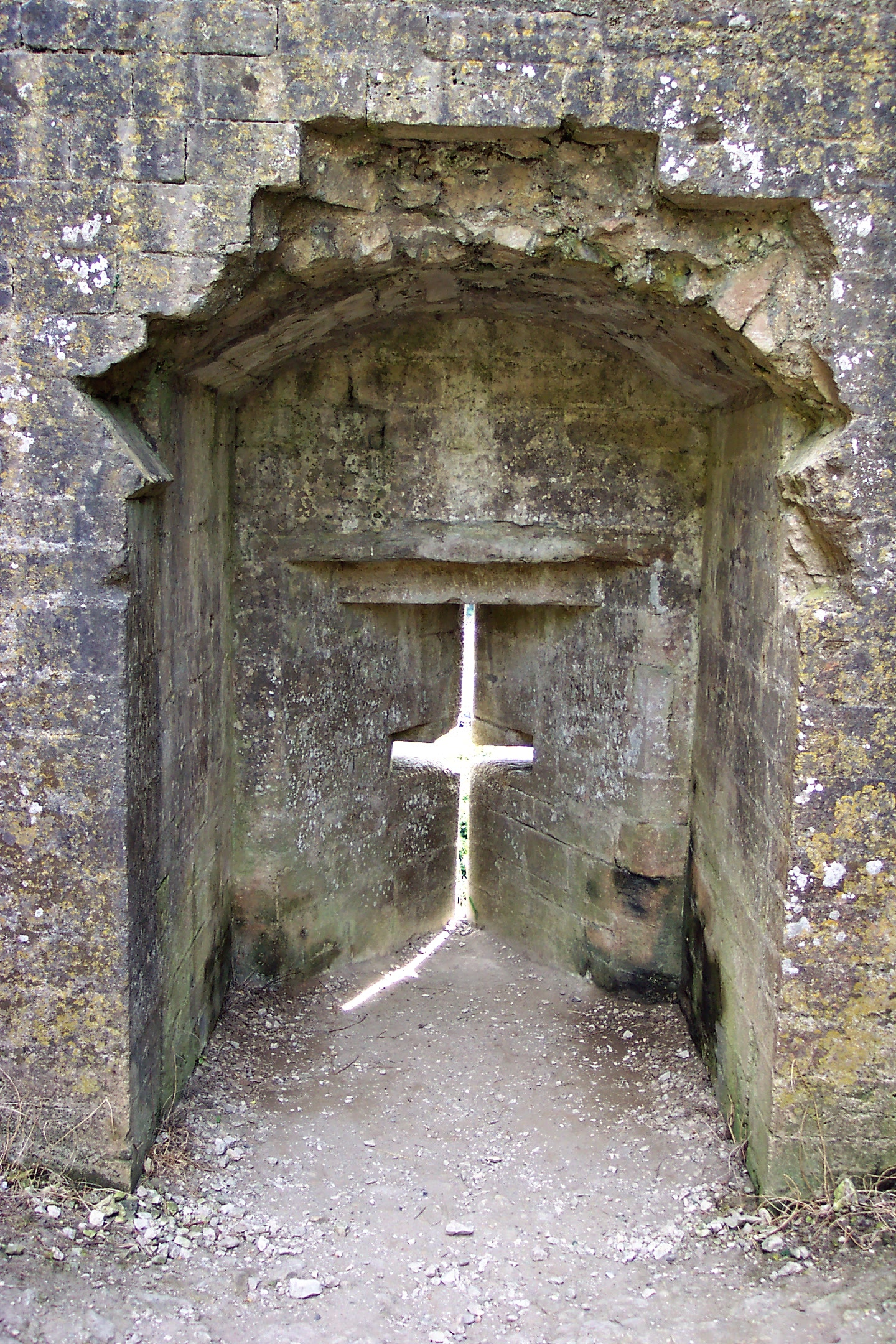
コーフ城のアロースリット内側
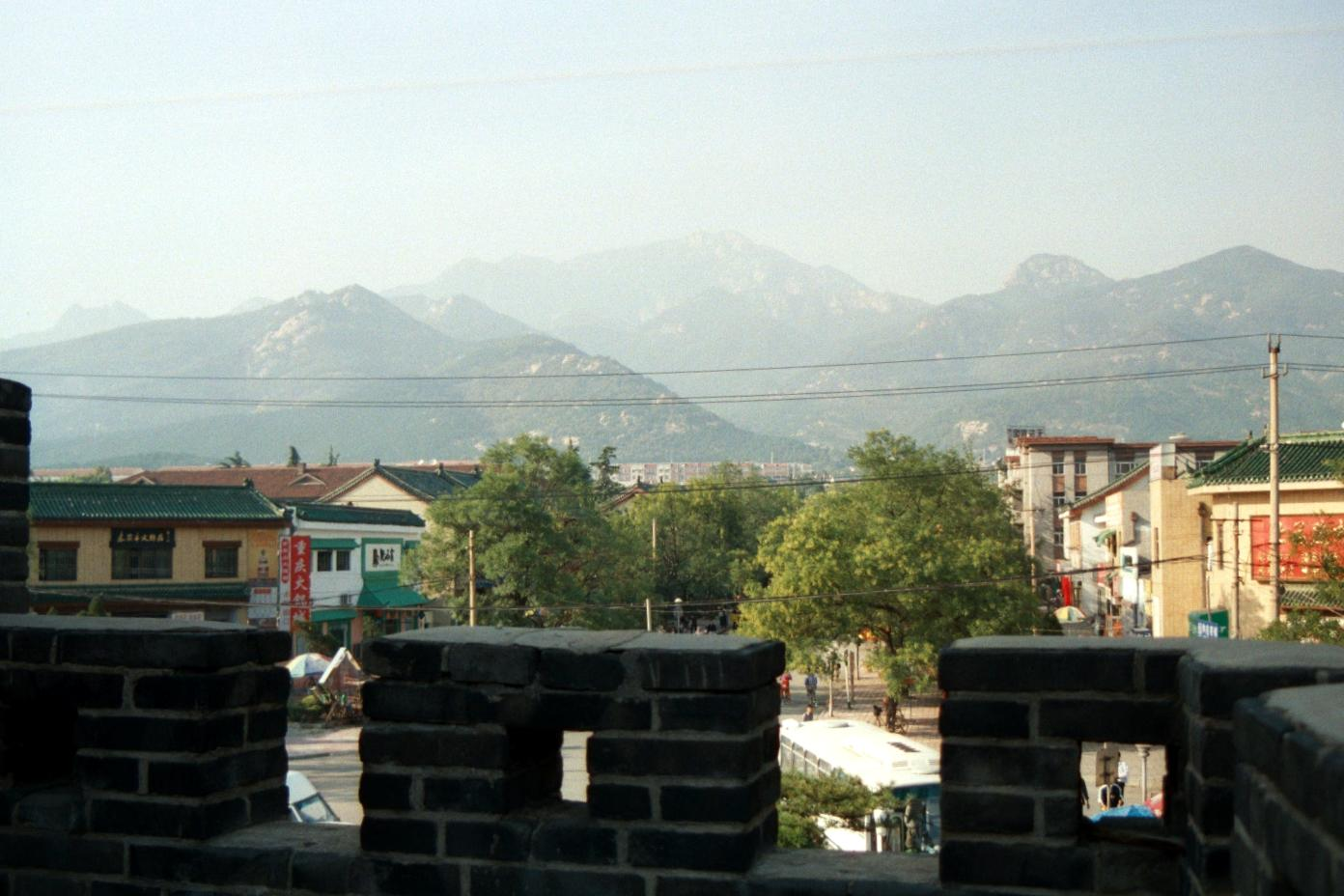
中国泰安市岱廟北側の壁の銃眼
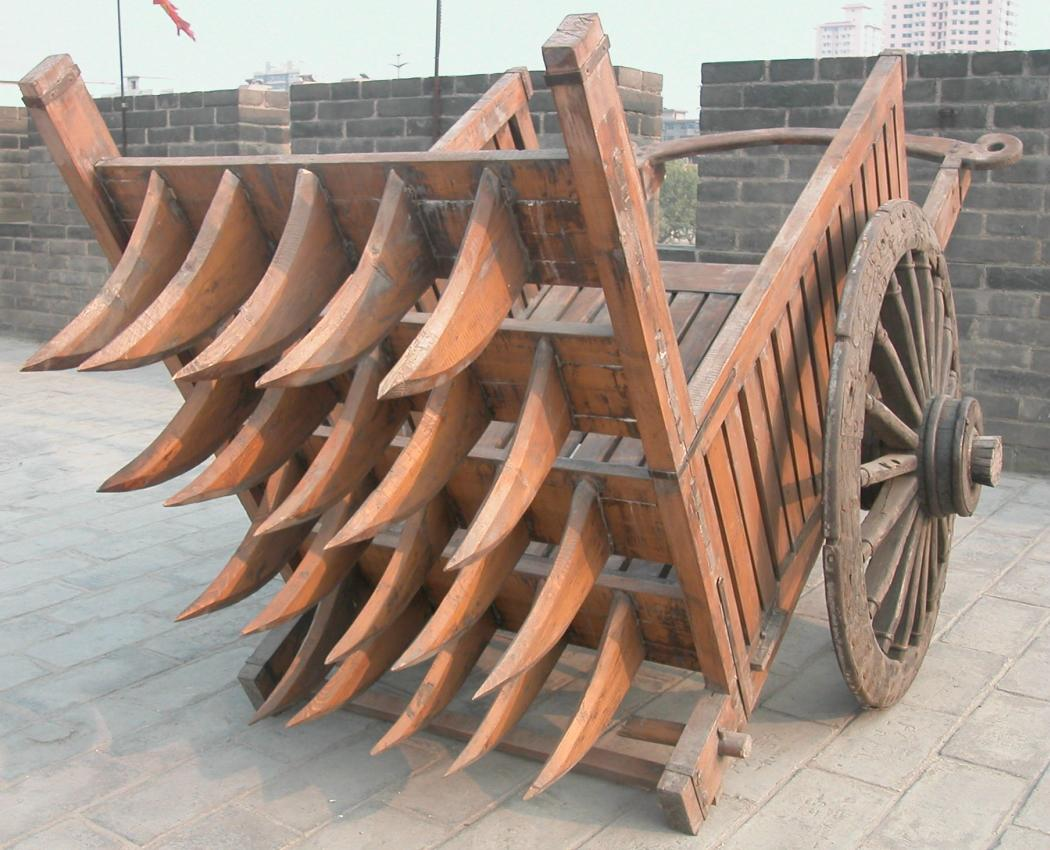
中国の城門が破壊された際に塞ぐ塞門刀車（中国語版）。隙間から銃で攻撃を行う